# Індіан-Веллс (Каліфорнія)
Індіан-Веллс (англ. Indian Wells) — місто (англ. city) в США, в окрузі Ріверсайд штату Каліфорнія. Населення — 4757 осіб (2020).
Відоме тим, що в ньому проводиться один із найпрестижніших тенісних турнірів після турнірів Великого шолома — BNP Paribas Open.

## Географія
Індіан-Веллс розташований за координатами 33°41′32″ пн. ш. 116°20′28″ зх. д. / 33.69222° пн. ш. 116.34111° зх. д. (33.692193, -116.341230).  За даними Бюро перепису населення США в 2010 році місто мало площу 37,79 км², з яких 37,09 км² — суходіл та 0,70 км² — водойми.

### Клімат
| Клімат : Індіан-Веллс   | Клімат : Індіан-Веллс | Клімат : Індіан-Веллс | Клімат : Індіан-Веллс | Клімат : Індіан-Веллс | Клімат : Індіан-Веллс | Клімат : Індіан-Веллс | Клімат : Індіан-Веллс | Клімат : Індіан-Веллс | Клімат : Індіан-Веллс | Клімат : Індіан-Веллс | Клімат : Індіан-Веллс | Клімат : Індіан-Веллс | Клімат : Індіан-Веллс |
| Показник                | Січ.                  | Лют.                  | Бер.                  | Квіт.                 | Трав.                 | Черв.                 | Лип.                  | Серп.                 | Вер.                  | Жовт.                 | Лист.                 | Груд.                 | Рік                   |
| Абсолютний максимум, °C | 35,0                  | 37,2                  | 40,0                  | 44,4                  | 46,7                  | 49,4                  | 50,6                  | 50,6                  | 49,4                  | 46,7                  | 38,9                  | 33,9                  | 50,6                  |
| Середній максимум, °C   | 21,5                  | 23,3                  | 26,9                  | 30,8                  | 35,3                  | 39,8                  | 42,3                  | 41,8                  | 38,7                  | 32,8                  | 25,8                  | 20,7                  | 31,7                  |
| Середній мінімум, °C    | 7,5                   | 8,9                   | 11,2                  | 14,1                  | 18,0                  | 21,7                  | 25,3                  | 25,3                  | 22,1                  | 16,9                  | 11,0                  | 6,8                   | 15,7                  |
| Абсолютний мінімум, °C  | −7,2                  | −4,4                  | −1,7                  | 1,1                   | 2,2                   | 6,7                   | 12,2                  | 11,1                  | 7,8                   | −1,1                  | −5                    | −5                    | −7,2                  |
| Норма опадів, мм        | 29                    | 28                    | 13                    | 2                     | 1                     | 1                     | 3                     | 7                     | 6                     | 6                     | 8                     | 22                    | 126                   |
| Днів з опадами          | 3,1                   | 3,2                   | 1,6                   | 0,6                   | 0,2                   | 0                     | 0,6                   | 0,9                   | 0,8                   | 0,7                   | 0,8                   | 1,9                   | 14,4                  |
| ----------------------- | --------------------- | --------------------- | --------------------- | --------------------- | --------------------- | --------------------- | --------------------- | --------------------- | --------------------- | --------------------- | --------------------- | --------------------- | --------------------- |
| Джерело: NOAA           |                       |                       |                       |                       |                       |                       |                       |                       |                       |                       |                       |                       |                       |

## Демографія
Згідно з переписом 2010 року, у місті мешкало 4958 осіб у 2745 домогосподарствах у складі 1650 родин. Густота населення становила 131 особа/км².  Було 5137 помешкань (136/км²).
Расовий склад населення:
| - 95,2 % — білих - 1,7 % — азіатів - 0,6 % — чорних або афроамериканців - 0,4 % — корінних американців - 1,0 % — осіб інших рас |

До двох чи більше рас належало 1,0 %. Частка іспаномовних становила 4,2 % від усіх жителів.
За віковим діапазоном населення розподілялося таким чином: 6,3 % — особи молодші 18 років, 38,6 % — особи у віці 18—64 років, 55,1 % — особи у віці 65 років та старші. Медіана віку мешканця становила 66,7 року. На 100 осіб жіночої статі у місті припадало 84,6 чоловіків;  на 100 жінок у віці від 18 років та старших — 84,2 чоловіків також старших 18 років.
Середній дохід на одне домашнє господарство  становив 166 422 долари США (медіана — 93 625), а середній дохід на одну сім'ю — 200 193 долари (медіана — 123 109). За межею бідності перебувало 4,6 % осіб, у тому числі 3,1 % дітей у віці до 18 років та 3,0 % осіб у віці 65 років та старших.
Цивільне працевлаштоване населення становило 1665 осіб. Основні галузі зайнятості: фінанси, страхування та нерухомість — 21,4 %, освіта, охорона здоров'я та соціальна допомога — 17,1 %, науковці, спеціалісти, менеджери — 13,8 %.